# Richard Kind
Richard J. Kind (født 22. november 1956) er en amerikansk skuespiller kendt bl.a. for sine roller i komedieserier som Vild med dig og Spin City.

## Filmografi i udvalg

### Film
- Mr. Saturday Night (1992)
- Stargate (1994)
- Confessions of a Dangerous Mind (2002)
- Garfield: The Movie (2004)
- Bewitched (2005)
- A Serious Man (2009)

### Tv
- Vild med dig (1992-1999)
- Alletiders barnepige (1994), en episode
- Spin City (1996-2002)
- Even Stevens (2001), en episode
- Curb Your Enthusiasm (2002-2005), tre episoder
- Scrubs (2003-2004), fire episoder
- Less Than Perfect (2004), en episode
- American Dad! (2005), en episode
- Reba (2005), en episode
- Stargate Atlantis (2006), to episoder
- Two and a Half Men (2007), en episode